# River Key
Der River Key ist ein Wasserlauf in Wiltshire, England. Er entsteht westlich von Purton und fließt zunächst in östlicher Richtung. Nachdem er den Battle Lake durchflossen hat, wendet er sich nach Nordosten. Er mündet am Ostrand von Cricklade in die Themse.